# Kévin Cabral
Kévin Cabral (Parigi, 10 luglio 1999) è un calciatore francese, attaccante dei Colorado Rapids.

## Biografia
Ha un fratello minore, Remi Cabral, anch'egli calciatore e tesserato per il Ventura County.

## Carriera
Cresciuto nelle giovanili del Paris Saint-Germain, in seguito passa al Valenciennes con cui esordisce nella cadetteria francese durante la stagione 2018-2019; infatti il 19 ottobre 2018 gioca la prima partita in Ligue 2. Con il club francese rimane per tre stagioni collezionando 70 presenze e mettendo a segno 13 reti.
L'8 aprile 2021 viene ingaggiato dal LA Galaxy. Il 15 maggio esordisce in MLS contro l'Austin FC, mentre l'8 luglio realizza la prima rete in campionato contro il FC Dallas.
L'8 dicembre 2022 viene acquistato dai Colorado Rapids.

## Statistiche

### Presenze e reti nei club
Statistiche aggiornate all'8 dicembre 2022.
| Stagione            | Squadra             | Campionato          | Campionato | Campionato | Coppe nazionali | Coppe nazionali | Coppe nazionali | Coppe continentali | Coppe continentali | Coppe continentali | Altre coppe | Altre coppe | Altre coppe | Totale | Totale | Totale |
| Stagione            | Squadra             | Comp                | Pres       | Reti       | Comp            | Pres            | Reti            | Comp               | Pres               | Reti               | Comp        | Pres        | Reti        | Pres   | Reti   |        |
| ------------------- | ------------------- | ------------------- | ---------- | ---------- | --------------- | --------------- | --------------- | ------------------ | ------------------ | ------------------ | ----------- | ----------- | ----------- | ------ | ------ | ------ |
| 2018-2019           | Valenciennes        | L2                  | 12         | 2          | CF+CdL          | 1+0             | 0               | -                  | -                  | -                  | -           | -           | -           | 13     | 2      |        |
| 2019-2020           | Valenciennes        | L2                  | 22         | 1          | CF+CdL          | 2+1             | 0               | -                  | -                  | -                  | -           | -           | -           | 25     | 1      |        |
| 2020-mar. 2021      | Valenciennes        | L2                  | 29         | 7          | CF              | 3               | 3               | -                  | -                  | -                  | -           | -           | -           | 32     | 10     |        |
| Totale Valenciennes | Totale Valenciennes | Totale Valenciennes | 63         | 10         |                 | 7               | 3               | -                  | -                  | -                  | -           | -           | -           | 70     | 13     |        |
| apr.-dic. 2021      | LA Galaxy           | MLS                 | 28         | 5          | -               | -               | -               | -                  | -                  | -                  | -           | -           | -           | 28     | 5      |        |
| 2022                | LA Galaxy           | MLS                 | 33+2       | 1+0        | USOC            | 4               | 2               | LC                 | 1                  | 0                  | -           | -           | -           | 40     | 3      |        |
| Totale LA Galaxy    | Totale LA Galaxy    | Totale LA Galaxy    | 61+2       | 6          |                 | 4               | 2               |                    | 1                  | 0                  |             | -           | -           | 68     | 8      |        |
| Totale carriera     | Totale carriera     | Totale carriera     | 126        | 16         |                 | 11              | 5               |                    | 1                  | 0                  |             | -           | -           | 138    | 21     |        |